# Sylvester Barrett
Sylvester Barrett este un om politic irlandez, membru al Parlamentului European în perioada 1984-1989 din partea Irlandei. 
1. ↑  Sylvester Aidan (‘Sylvie’) Barrett, Dictionary of Irish Biography
2. 1 2 3 4 5 6 7   https://www.oireachtas.ie/en/members/member/Sylvester-Barrett.D.1968-03-14 Lipsește sau este vid: |title= (ajutor)